# Прыгун Хоффманса
Прыгу́н Хо́ффманса (лат. Plecturocebus hoffmannsi) — вид приматов из семейства саковых. В 2016 году согласно молекулярно-генетическим исследованиям Byrne с коллегами перенесли вид из рода Callicebus в род Plecturocebus.

## Описание
Цвет шерсти серый и желтовато-белый. Верхняя часть тела, голова и конечности серые, иногда светло-серые. На лбу может присутствовать чёрная отметина. Уши без хохолков. Бока, нижняя часть тела и внутренняя поверхность конечностей желтовато-белые. Хвост чёрный или тёмно-серый по всей длине. От Plecturocebus moloch отличается чёрным цветом ступней и кистей передних конечностей, а также чёрным хвостом. От Plecturocebus baptista и Plecturocebus cinerascens отличается светло-жёлтым цветом нижней части тела. От Plecturocebus bernhardi отличается отсутствием хохолков вокруг ушей и белого кончика хвоста.

## Распространение
Встречаются в центральной Амазонии в Бразилии к югу от Амазонки.

## Поведение
Встречаются как в первичных, так и во вторичных лесах. В рационе фрукты, листья, насекомые и семена. Образуют небольшие семейные группы, защищающие свою территорию. В поисках пищи покрывают в день расстояние от 500 до 1500 м.